# Disastro ferroviario di Abergele
Il disastro ferroviario di Abergele (in inglese: Abergele rail disaster o Abergele train disaster) fu un tragico incidente ferroviario avvenuto il 20 agosto 1868 tra le cittadine gallesi di Abergele e Llanddulas, nel nord-est del Paese, lungo la Chester and Holyhead Railway, e che coinvolse il treno passeggeri Irish Mail, partito da Londra e diretto a Holyhead, e alcuni vagoni merci. Con 33 vittime, fu la più grave sciagura ferroviaria mai avvenuta prima di allora in Gran Bretagna.

## L'Irish Mail
Il treno passeggeri coinvolto nell'incidente, l'Irish Mail, rappresentava un servizio ferroviario giornaliero che collegava Londra alla località portuale di Holyhead nel nord-ovest del Galles. Considerato all'epoca il treno più veloce del regno, trasportava solitamente persone benestanti dirette a Holyhead per l'imbarco in direzione dell'Irlanda.

## I fatti
L'Irish Mail, alla cui guida si trovava Arthur Thompson, un ferroviere con 20 anni di esperienza, era partito dalla stazione londinese di Euston, alle 7 e 30 del mattino di giovedì 20 agosto 1868. Il convoglio era formato da quattro carrozze passeggeri (tra prima e seconda classe) e due vagoni postali.
Alle 11.30, alla stazione di Chester furono aggiunti in testa al convoglio quattro nuovi vagoni. Molti dei passeggeri che salirono su questi vagoni avevano alloggiato nella notte precedente presso il Queen Railway Hotel.
Intorno alle 12.30, mentre l'Irish Mail si stava avvicinando alla stazione di Abergele, in quest'ultima erano ancora in corso le operazioni di smistamento dei vagoni merci per consentire il passaggio all' Irish Mail; solitamente le operazioni venivano completate nei venti minuti precedenti al passaggio dell’Irish Mail, ma in quel giorno le operazioni erano ancora in corso di svolgimento in quanto non era stato possibile ricoverare il treno, composto di 43 carri merci, se non dividendolo in due parti e lasciando sei carri merci sul binario di ricevimento.
Nel corso delle operazioni di smistamento, i sei carri merci furono lasciati provvisoriamente da parte con un carro-freno presenziato da frenatore per immobilizzarli. Quando la locomotiva del merci tornò per agganciarli, l'operazione non riuscì e i vagoni furono urtati più volte. I vagoni si spostarono così all'indietro prendendo velocità e finendo per scontrarsi con l'Irish Mail. 
Da notare che all'epoca non esisteva ancora un collegamento telegrafico nella linea ferroviaria tra Abergele e Llandulas e nessuno fu in grado di avvertire l'Irish Mail di un possibile pericolo lungo il suo percorso. Per il macchinista, era impossibile vedere in anticipo i vagoni merci a causa di una curva posta nei pressi della costa; quando li vide chiuse il vapore e tentò di dare il controvapore ma era troppo tardi per evitare l'impatto. Conseguenza dello scontro fu l'esplosione dell'olio di paraffina contenuto in uno dei vagoni merci, che avvolse completamente anche le prime carrozze dell'Irish Mail.
Uno dei passeggeri sopravvissuti alla sciagura disse di aver visto elevarsi fiamme alte 20 metri.
Tra gli oggetti scaraventati fuori dai finestrini dall'impatto, vi fu anche un orologio d'oro, le cui lancette si erano fermate alle 12 e 52 minuti e 23 secondi.

## Le vittime e i superstiti
Le vittime furono 33. A nessuna di loro fu possibile dare singolarmente un nome, a causa delle condizioni dei corpi, resi irriconoscibili dalle fiamme.
Si trattava di 13 donne, 10 uomini e 10 corpi di cui non fu possibile stabilire il sesso.
Tra i passeggeri rimasti uccisi nella sciagura vi furono comunque sicuramente Lord e Lady Farnham, che viaggiavano in prima classe con la servitù, il reverendo Nicholas Chinnery e la moglie , il giudice Berwick con la moglie e William Henry Owen, organista della chiesa di San Bartolomeo di Dublino e figlio di un noto compositore gallese.  Tra le vittime, vi fu inoltre il fuochista del treno, Joseph Holmes.
Tra i superstiti vi fu invece il macchinista, Arthur Thompson, che riuscì a saltar fuori dalla locomotiva, rimanendo gravemente ferito.
Le vittime furono sepolte in una fossa comune cinque giorni dopo la sciagura.